# Sarcobatus
Sarcobatus é uma género de plantas angiospérmicas (plantas com flor), pertencente à ordem Caryophyllales.